# 小行星15378
小行星15378（15378 Artin）是一颗绕太阳运转的小行星，为主小行星带小行星。该小行星于1997年8月7日发现。

## 轨道参数
小行星15378的轨道半长轴为2.5337111 UA，离心率为0.185。